# Championnat du Cambodge de football 2015
Navigation
Édition précédente Édition suivante
La saison 2015 du Championnat du Cambodge de football est la trente-et-unième édition du championnat national de première division au Cambodge. Les douze meilleurs clubs du pays sont regroupés au sein d'une poule unique et s'affrontent deux fois au cours de la compétition, à domicile et à l'extérieur. En fin de saison, les quatre premiers du classement disputent la phase finale pour le titre tandis que les deux derniers sont relégués en deuxième division.
C'est le club de Phnom Penh Crown, tenant du titre, qui remporte à nouveau la compétition cette saison après avoir battu le Nagaworld FC en finale. C'est le sixième titre de champion du Cambodge de l'histoire du club.
Le club d'Albirex Niigata Phnom Penh déclare forfait avant le début de la saison et est remplacé par CEMAC United.

## Les clubs participants
- Asia Euro United
- Boeung Ket Angkor
- Build Bright United
- Kirivong Sok Sen Chey
- Nagaworld FC
- CEMAC United FC
- National Defense Ministry FC
- National Police Commissary
- Phnom Penh Crown
- Svay Rieng FC
- Cambodian Tiger FC
- Western Phnom Penh

## Compétition

### Phase régulière
Le classement est établi sur le barème de points classique (victoire à 3 points, match nul à 1, défaite à 0). Pour départager les égalités, on tient d'abord compte de la différence de buts générale, puis du nombre de buts marqués, puis des confrontations directes.
| Rang | Équipe                       | Pts | J  | G  | N | P  | Bp | Bc | Diff |
| ---- | ---------------------------- | --- | -- | -- | - | -- | -- | -- | ---- |
| 1    | Boeung Ket Angkor            | 57  | 22 | 18 | 3 | 1  | 80 | 25 | +55  |
| 2    | Phnom Penh CrownT            | 51  | 22 | 16 | 3 | 3  | 77 | 24 | +53  |
| 3    | Cambodian Tiger FC           | 40  | 22 | 12 | 4 | 6  | 44 | 33 | +11  |
| 4    | Nagaworld FC                 | 38  | 22 | 12 | 2 | 8  | 46 | 25 | +21  |
| 5    | National Defense Ministry FC | 38  | 22 | 12 | 2 | 8  | 42 | 28 | +14  |
| 6    | Svay Rieng FCC               | 35  | 22 | 10 | 5 | 7  | 52 | 44 | +8   |
| 7    | National Police Commissary   | 35  | 22 | 10 | 5 | 7  | 32 | 27 | +5   |
| 8    | Build Bright United          | 27  | 22 | 7  | 6 | 9  | 39 | 46 | -7   |
| 9    | CEMAC United FC              | 17  | 22 | 4  | 5 | 13 | 29 | 63 | -34  |
| 10   | Asia Euro United             | 14  | 22 | 4  | 2 | 16 | 36 | 75 | -39  |
| 11   | Western Phnom Penh           | 13  | 22 | 4  | 1 | 17 | 37 | 82 | -45  |
| 12   | Kirivong Sok Sen Chey        | 11  | 22 | 3  | 2 | 17 | 29 | 71 | -42  |

|  | Qualification pour le Championnat du Mékong des clubs 2015 et la phase finale |
|  | Qualification pour la phase finale                                            |
|  | Relégation en deuxième division                                               |
|  | Retrait du championnat en fin de saison                                       |
|  | T : Tenant du titre C : Vainqueur de la Coupe du Cambodge                     |

### Phase finale
|  | Demi-finales       | Demi-finales       | Demi-finales     | Demi-finales     |                               |              | Finale | Finale | Finale | Finale |
|  |                    |                    |                  |                  |                               |              |        |        |        |        |
|  |                    |                    |                  |                  |                               |              |        |        |        |        |
|  | Boeung Ket Angkor  | Boeung Ket Angkor  | 1                | 2                |                               |              |        |        |        |        |
|  | Boeung Ket Angkor  | Boeung Ket Angkor  | 1                | 2                |                               |              |        |        |        |        |
|  | Nagaworld FC       | Nagaworld FC       | 3                | 1                |                               |              |        |        |        |        |
|  | Nagaworld FC       | Nagaworld FC       | 3                | 1                | Nagaworld FC                  | Nagaworld FC | 0      | 3      |        |        |
|  |                    |                    |                  |                  | Nagaworld FC                  | Nagaworld FC | 0      | 3      |        |        |
|  |                    |                    | Phnom Penh Crown | Phnom Penh Crown | 2                             | 1            |        |        |        |        |
|  | Phnom Penh Crown   | Phnom Penh Crown   | Phnom Penh Crown | Phnom Penh Crown | 2                             | 1            | 4      | 2      |        |        |
|  | Phnom Penh Crown   | Phnom Penh Crown   |                  |                  |                               |              |        | 2      |        |        |
|  | Cambodian Tiger FC | Cambodian Tiger FC | 1                | 1                |                               |              |        |        |        |        |
|  | Cambodian Tiger FC | Cambodian Tiger FC | 1                | 1                | Match pour la troisième place |              |        |        |        |        |
|  |                    |                    |                  |                  |                               |              |        |        |        |        |
|  |                    |                    |                  |                  |                               |              |        |        |        |        |
|  | Boeung Ket Angkor  | Boeung Ket Angkor  | 4                | 2                |                               |              |        |        |        |        |
|  | Boeung Ket Angkor  | Boeung Ket Angkor  | 4                | 2                |                               |              |        |        |        |        |
|  | Cambodian Tiger FC | Cambodian Tiger FC | 3                | 1                |                               |              |        |        |        |        |
|  | Cambodian Tiger FC | Cambodian Tiger FC | 3                | 1                |                               |              |        |        |        |        |

## Bilan de la saison
| Championnat du Cambodge de football 2015                             |                               |
| Champion                                                             | Phnom Penh Crown (6e titre)   |
| Coupes et trophées                                                   |                               |
| Vainqueur de la Coupe du Cambodge 2015                               | Svay Rieng FC                 |
| Qualifications continentales                                         |                               |
| Coupe de l'AFC 2016                                                  | Aucun                         |
| Championnat du Mékong des clubs 2015                                 | Boeung Ket Angkor             |
| Promotions et relégations                                            |                               |
| Promus en Championnat du Cambodge de football                        | Aucun                         |
| Relégués en Championnat du Cambodge de football de deuxième division | Build Bright United (retrait) |
| Relégués en Championnat du Cambodge de football de deuxième division | Kirivong Sok Sen Chey         |